# Анна Еспар
Анна Еспар  (ісп. Anna Espar, 8 січня 1993) — іспанська ватерполістка, олімпійська медалістка.

## Виступи на Олімпіадах
| Олімпіада   | Дисципліна | Місце |
| ----------- | ---------- | ----- |
| Лондон 2012 | водне поло | 2     |

## Зовнішні посилання
- Досьє на sport.references.com [Архівовано 16 грудня 2012 у Wayback Machine.]

1. ↑  Olympedia — 2006.
2. ↑  Enciclopèdia de l'esport català — Grup Enciclopèdia, 2012.